# Tip 75 bacač raketa
Tip 75 130 mm višecijevni oklopni lanser raketa je razvijen kako bi nosio 130 mm raketni sustav koji je razvijen od strane zračnog odjela u Nissan Motor Company. Veliki broj dijelova je uzet s Tip 73 oklopnog transportera. Komatsu je odgovoran za proizvodnju tijela vozila, dok Nissan izrađuje lansere i rakete.